# Андрій Сакович
Андрій Сакович (д/н— 1465) — державний і військовий діяч, дипломат Великого князівства Литовського.

## Життєпис
Походив з литовського роду Саковичів гербу Помян. Син Станіслава Сака, старости дубінківського. Першим взяв прізвище Сакович.
1431 року стає паном радним в господарські раді великого князя Свидригайла Ольгердовича. 1432 року був одним з підписантів мирного договору з Тевтонським орденом. У 1432 році під поразки Свидригайла у битві під Ошмянами перейшов на бік Сигізмунда Кейстутовича. У 1434—1435 роках був дубінківським старостою, за часів правління Казимира Ягеллончика був також старостою мядельським.
1440 року призначено намісником смоленським. Втім згодом в Смоленську почалося повстання проти нового великого князя Литовського Казимира Ягеллончика. Андрій Сакович вимушений був тікати з міста. Спроби захопити виявилися невдалими. Лише 1442 року литовське військо знову підкорило Смоленськ. Тоді ж Андрія Саковича було відновлено на колишній посаді.
1444 року призначено намісником полоцьким. 1445 року очолив військо, що рушило на допомогу Вяземському князівству, яке атакувало московське військо. В битві під Суходровим останньому було завдано поразки й врятовано Вязьму. Зрештою 1449 року активні дії Саковича призвели до відмови Москви продовжувати війну, було укладено мирний договір.
1451 року брав участь у перемовинах з Тевтонським орденом. 1453 року брав участь у посольстві до королівства Богемія. 1459 року призначено троцьким воєводою. Помер 1465 року.

## Володіння
Мав у власності частину Неменчинської волості, Дуброва в Мінському повіті, Соли і Мядель в Ошмянському повіті та інші маєтки загальною кількістю близько 500 димів.

## Родина
Дружина — невідома
Діти:
- Юрій, засновник роду Насиловських
- Михайло
- Богдан (д/н—1491) — воєвода троцький
- донька Ганна